# Milan Kundera
Milan Kundera (Brno, 1 de abril de 1929 – Paris, 11 de julho de 2023) foi um escritor checo, exilado na França, conhecido por seu livro A Insustentável Leveza do Ser (1983).
Naturalizado francês desde 1981, a sua cidadania checa fora revogada em 1979. Uma nova cidadania checa foi-lhe fornecida em 2019. Porém, Kundera considerava-se um escritor francês e desejava que a sua literatura fosse estudada como literatura francesa e como tal classificada nas livrarias.
Sua obra mais conhecida e aclamada é A Insustentável Leveza do Ser, publicada antes da Revolução de Veludo de 1989, quando o regime comunista da Checoslováquia baniu seus livros.

## Biografia
Kundera nasceu em 1929, em Brno, no número 6 da rua Purkyně, em uma família de classe média. Era filho de Milada Kunderová e do músico Ludvik Kundera (1891-1971), um importante musicólogo e pianista que esteve à frente da Academia Musical de Brno de 1948 a 1961. Kundera, desde criança, aprendeu a tocar piano com o pai e estudou musicologia e composição musical, influências que podem ser encontradas em seu trabalho.
Kundera faz parte de uma geração de jovens checos que tiveram pouca experiência com uma nação democrática no pré-guerra. Sua ideologia foi em grande parte influenciada pela Segunda Guerra Mundial e pela ocupação alemã. Ainda adolescente, Kundera se filiou ao Partido Comunista, que tomou o poder em 1948. Seu ensino médio foi cursado no ginásio de Brno no mesmo ano. Na Universidade Carolina de Praga, estudou literatura e após dois semestres, ele se transferiu para a faculdade de cinema, na Academia Checa de Artes Cênicas, onde teve aulas de direção de longa metragens e roteirização.
Em 1950, foi temporariamente forçado a interromper seus estudos por razões políticas. Neste ano, ele e outro escritor checo, Jan Trefulka, foram expulsos do Partido Comunista Checo por "atividades antipartidárias". Trefulka descreveu o incidente em uma de suas novelas, Kundera usou o incidente como inspiração para o tema principal de seu romance A Brincadeira, de 1967. Em 1956, Kundera foi readmitido no Partido Comunista. Em 1970, porém, foi novamente expulso. Kundera, assim como outros artistas tchecos, entre eles Václav Havel, envolveu-se na Primavera de Praga de 1968. O período de otimismo, como se sabe, foi destruído no agosto do mesmo ano pela invasão soviética pelo exército do Pacto de Varsóvia à Checoslováquia. Kundera e Havel tentaram acalmar a população e organizar um levante reformista frente ao totalitarismo comunista da União Soviética. Permaneceu neste intento até desistir definitivamente, no ano de 1975.
Kundera decidiu em 1975 viver na França. O escritor teve sua cidadania revogada após desentendimento com o Partido Comunista da Checoslováquia em 1979, quando o escritor já estava na França. Tal ação de retirada da cidadania do escritor é fruto de desentendimentos com os comunistas checos que começaram ainda em 1950. Ele recebeu a cidadania francesa em 1980.
Faleceu em Paris, em 11 de julho de 2023.

## Carreira literária
Os romances geralmente trataram de escolhas e decepções. Em seus livros é recorrente a crítica ao regime comunista e à posterior ocupação russa de seu país, em 1968, quando foi exilado e teve sua obra proibida na então Tchecoslováquia. Seu maior romance A Insustentável Leveza do Ser, lançado em 1983, só teve sua primeira edição em checo em 2006.
Em 2019 Kundera recuperou a nacionalidade tcheca, com o apoio da embaixada checa em Paris, com pedidos de desculpa do embaixador checo, em nome do seu governo, pelas perseguições de que o autor fora alvo durante anos.
Entre outros prémios, Milan Kundera recebeu, pelo conjunto da sua obra, o "Common Wealth Award" de Literatura (1981) e o "Prémio Jerusalém" (1985). Sua obra principal, A Insustentável Leveza do Ser ganhou em 1988 uma adaptação para o cinema, sob a direção de Philip Kaufman e com Daniel Day-Lewis, Juliette Binoche e Lena Olin no elenco. Recebeu 2 indicações ao Oscar e reconhecimento mundial. Desde então Milan Kundera nunca mais autorizou a adaptação cinematográfica dos seus romances.

## Obra
Inicialmente escreveu poemas, tendo escrito ao menos três livros de poesia no transcurso de sua carreira, os quais possuíam orientação socialista, influenciados por Konstantin Biebl.
Porém, já em seu primeiro romance, "A Brincadeira", Kundera faz uma sátira da natureza do totalitarismo do período comunista. Por força de suas críticas aos soviéticos, Kundera foi adicionado à lista negra do partido e suas obras foram proibidas imediatamente após a invasão soviética.
Após se mudar para a França, Kundera escreveu O Livro do Riso e do Esquecimento no ano de 1979. Constituindo-se de uma inusitada mistura de romance, contos curtos e ensaios do próprio autor, o livro ditou o tom de suas obras pós-exílio.
No ano de 1984, Kundera escreveu A Insustentável Leveza do Ser, seu trabalho mais popular. O livro é como uma grande crônica acerca da frágil natureza do destino, do amor e da liberdade humana. Mostra como uma vida é sempre um rascunho de si mesma, como nunca é vivida por inteiro, como o amor pode ser frágil e como é impossível de repetir-se. A obra, sucesso de público e crítica, ganhou sua versão cinematográfica no ano de 1988. Porém Kundera proibiu, a partir de então, a adaptação cinematográfica de seus outros livros.
Desde 1989, Milan Kundera escreveu os seus romances em francês e não permitia que outra pessoa — a não ser ele próprio — traduzisse as obras para checo. Como resultado, muitas não estão disponíveis na sua língua materna.
Em 1990 Kundera escreveu A Imortalidade. O romance é o mais "cosmopolita" até então, sem situar o enredo dentro do universo social e político da República Checa como fizera até então. Possui um conteúdo explicitamente filosófico e pode-se dizer que é o início de uma segunda fase da obra do autor.
Kundera reafirmou publicamente que deseja ser entendido como um romancista em termos gerais, não um escritor político. É notório que o conteúdo político foi, a partir de A Imortalidade, substituído pela temática filosófica. O estilo de Kundera, entrelaçando digressões e ensaios filosóficos é grandemente inspirado em Robert Musil, Henry Fielding e na prosa do filósofo Friedrich Nietzsche.

### Principais obras
Poesia
- Člověk zahrada čirá (Homem jardim claro) — 1953, primeira coleção de poesia
- Poslední máj (Maio passado) — 1955
- Monology (Monólogos) — 1957

Contos
- Risíveis Amores (1969)

Romances
- A Brincadeira (1967)
- A Vida Está em Outro Lugar(pt-BR) ou A Vida Não É Aqui(pt-PT?) (1973)
- A Valsa dos Adeuses(pt-BR) ou A Valsa do Adeus(pt-PT?) (1976)
- O Livro do Riso e do Esquecimento (1978)
- A Insustentável Leveza do Ser (1983)
- A Imortalidade (1990)
- A Lentidão (1995)
- A Identidade (1997)
- A Ignorância (2000)
- A Festa da Insignificância (2014)

Peças de teatro
- Jacques e seu mestre, homenagem a Denis Diderot em três actos(pt-BR) ou Jacques e o seu amo(pt-PT?) (1981)

Ensaios
- A Arte do Romance (1986)
- Os testamentos traídos (1993)
- A Cortina (2005)
- Um encontro (2009)